# KZ-Außenlager Stempeda

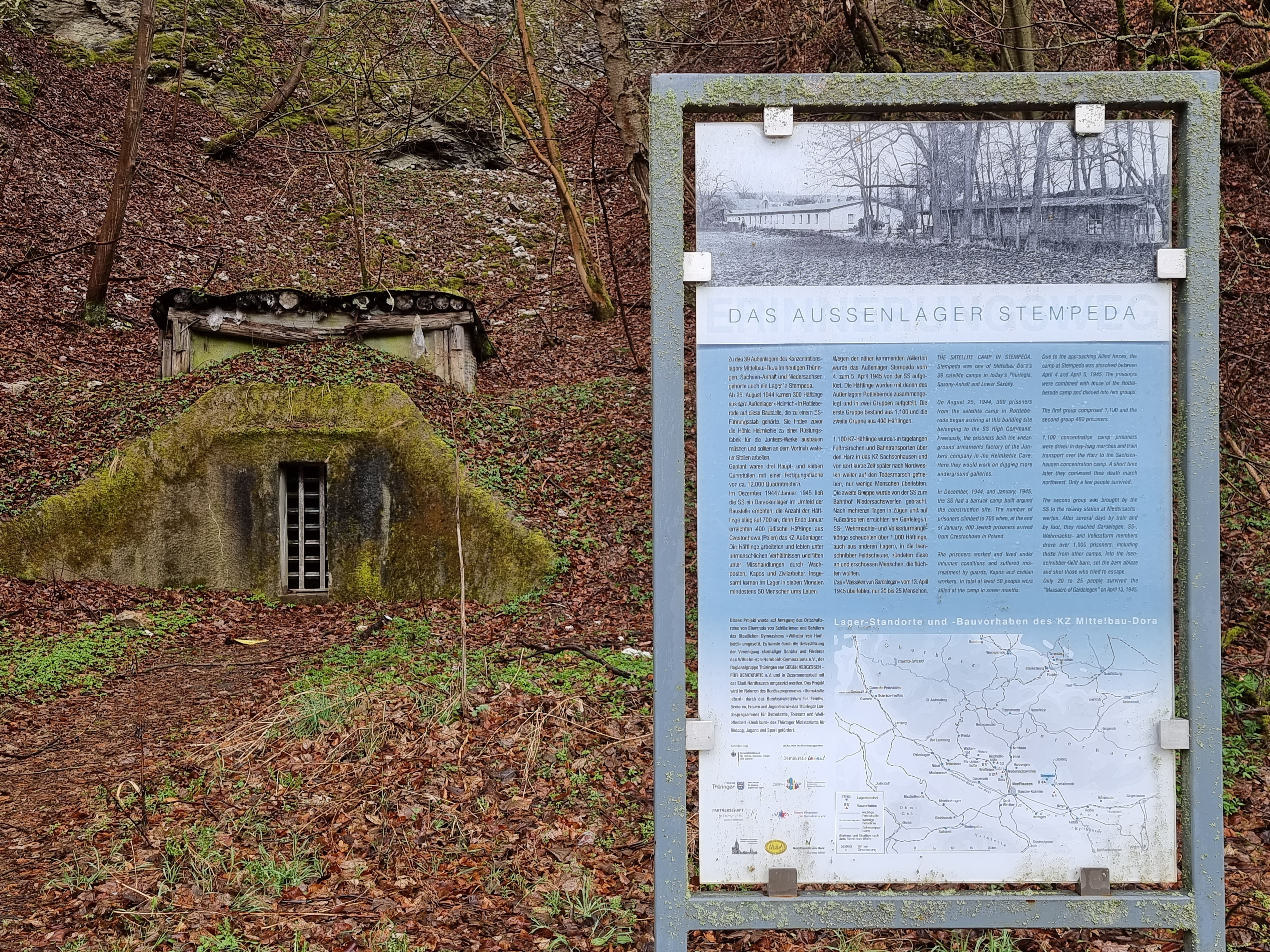
Stolleneingang und Informationstafel von 2017

Das Außenlager Stempeda in Stempeda war ein Außenlager des KZ Mittelbau, das von Januar 1945 bis zum 4. April 1945 für etwa 700 männliche KZ-Häftlinge (Ende Januar 1945) benutzt wurde. Dieses Außenlager des Mittelbau-Lagerkomplexes wurde seitens der Lager-SS unter dem Namen „B4“ geführt, der Bezeichnung eines dort angesiedelten SS-Führungsstabes.

## Funktion des Lagers und Häftlinge
Bereits ab August 1944 mussten mehr als 300 Häftlinge des Außenlager Rottleberode auf der Baustelle des SS-Führungsstabes B4 beim Stollenausbau Zwangsarbeit leisten. Bis zu 14.000 m² Fläche sollten für die geplante unter Tage verlagerte Waffenproduktion in Form von drei Haupt- und sieben Querstollen ausgeschachtet werden. Im Januar 1945 wurden ortsnah KZ-Baracken aus Stein fertiggestellt und zusätzlich durch etwa 400 aus dem Außenlager Rottleberode überstellte jüdische Häftlinge bezogen. Aufgrund der inhumanen Lebens- und Arbeitsbedingungen war dieses Außenlager unter den Häftlingen gefürchtet. Insbesondere die jüdischen Häftlinge waren schlimmen Misshandlungen durch das deutsche Lagerpersonal und die Funktionshäftlinge ausgesetzt. Während des Lagerbestehens starben mindestens 50 Häftlinge, wahrscheinlich aber noch mehr. Lagerführer war durchgehend der SS-Unterscharführer Hermann Lamp, der zuvor stellvertretender Lagerführer im Außenlager Rottleberode gewesen war.

## Endphase des Außenlagers Stempeda
Vom 4. auf den 5. April 1945 wurden die Außenlager Stempeda und Rottleberode zusammen mit insgesamt etwa 1.500 Häftlingen evakuiert. Etwa 400 Häftlinge wurden unter Lagerführer Erhard Brauny mit der Bahn und auf Todesmärschen „evakuiert“. Bei Gardelegen traf diese Häftlingsgruppe mit Häftlingen anderer Evakuierungstransporte zusammen. Da aufgrund der nahen Front der Evakuierungsmarsch nicht fortgesetzt werden konnte, wurden auf Befehl von NSDAP-Kreisleiter Gerhard Thiele mehr als tausend Häftlinge in der Isenschnibber Feldscheune in Gardelegen am 13. April 1945 lebendig verbrannt.
Die andere Gruppe mit etwa 1.100 Häftlingen wurde mit der Bahn und auf Todesmärschen unter der Verantwortung von Lamp über das KZ Sachsenhausen in Richtung Nordwesten evakuiert. Nur wenige Häftlinge überlebten diese Strapazen.

## Nachkriegszeit

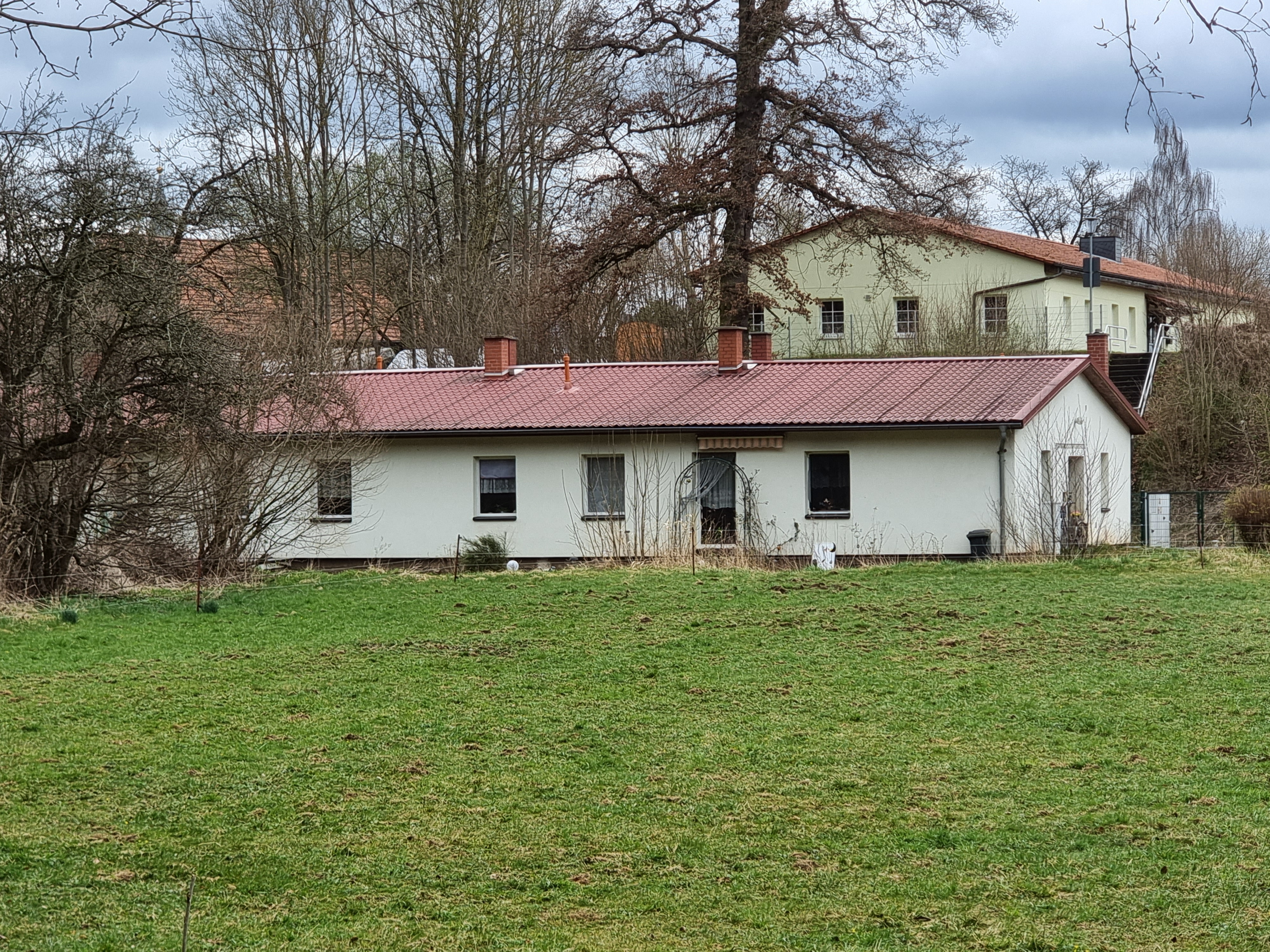
Gebäude des ehemaligen Lagers

Das nach dem Krieg lange als Flüchtlingsunterkunft genutzte Lager wird teils noch heute bewohnt.